# Естивација
Естивација је летњи сан у који „падају“ неке животиње како би се склониле од жеге изазване сушом током дуге летње сезоне. Ово стање мировања је карактеристично за пустињске животиње, као што су неке жабе и глодари. Афричка риба плућашица се укопава у муљ на дну исушене реке где остаје све док се корито поново не напуни водом. Попут неких данашњих гмизаваца, изгледа да су и неки диносаури, као што је лесотосаурус такође падали у летњи сан. На то упућују фосилни налази две животиње из ове врсте које су пронађене збијене једна уз другу вероватно у свом подземном склоништу.